# Torneo de Múnich 2012
El Torneo de Múnich 2012 o BMW Open es un evento de tenis perteneciente a la ATP en la categoría ATP World Tour 250. Se disputa desde el 30 de abril hasta el 6 de mayo, sobre tierra batida.

## Campeones

### Individuales masculino
Philipp Kohlschreiber vence a  Marin Čilić por 7-6(8), 6-3.
- Es el primer título del año para el alemán y el cuarto de su carrera.

### Dobles masculino
Frantisek Cermak /  Filip Polasek vencen a  Xavier Malisse /  Dick Norman por 6-4, 7-5.